# Leptophryne
Leptophryne és un gènere d'amfibis de la família dels bufònids amb només dues espècies que es troben al sud-est d'Àsia.

## espècies
- Leptophryne borbonica (Tschudi, 1838)
- Leptophryne cruentata (Tschudi, 1838)